# Sanfranciská mírová smlouva

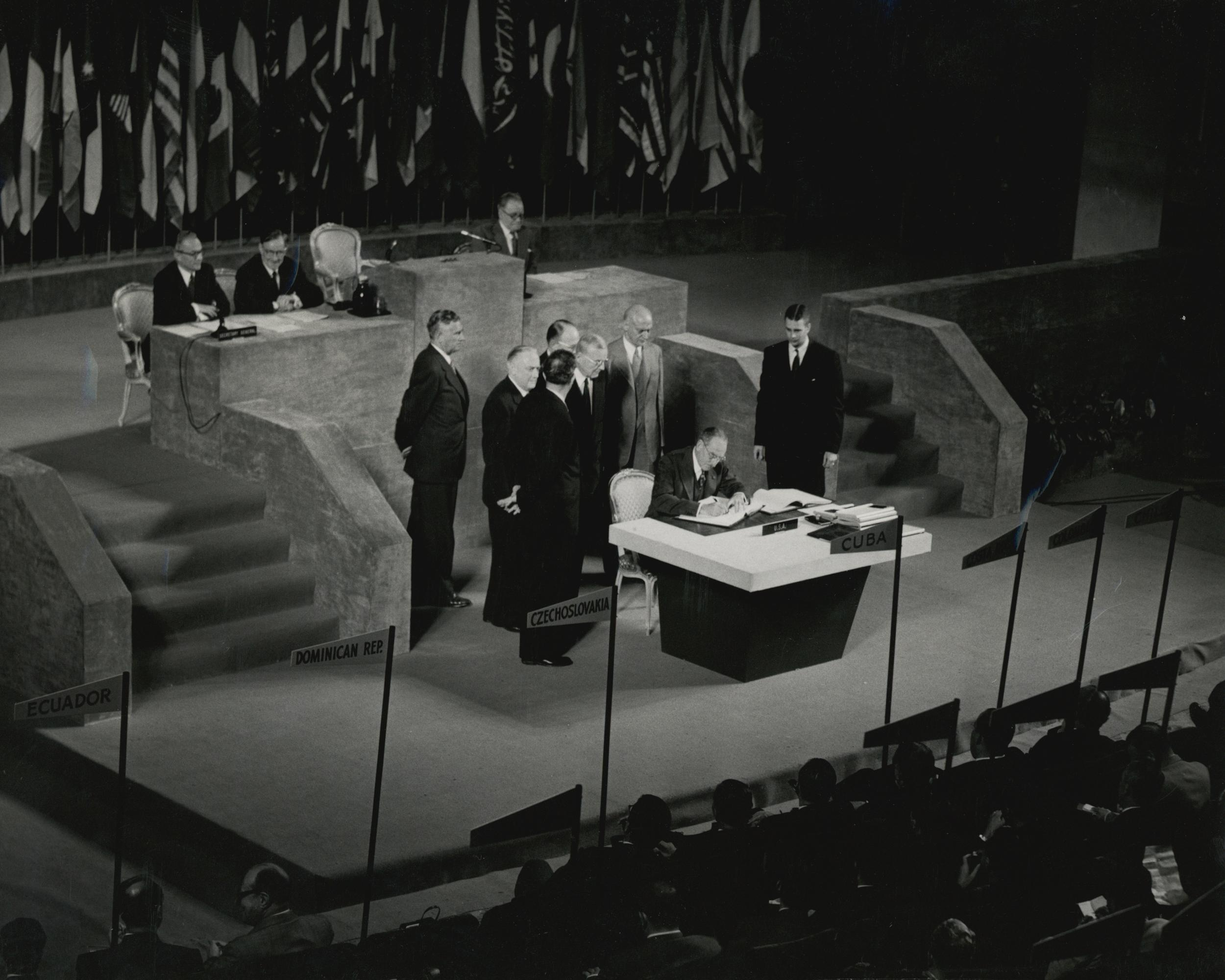
Americký ministr zahraničí Dean Acheson při podpisu Sanfranciské smlouvy; v přední řadě je vidět československá delegace

Sanfranciská mírová smlouva byla mírová smlouva mezi Japonskem a Spojenci, která oficiálně ukončila druhou světovou válku mezi těmito stranami. Byla podepsána 8. září 1951 v tehdejší opeře v San Francisku a vešla v platnost 28. dubna 1952.
Smlouva řešila také kompenzace občanům Spojených států a vojenským zajatcům, kteří byli vystaveni válečným zločinům ze strany Japonska. Z 52 zúčastněných zemí podepsalo smlouvu pouze 49, odmítl ji podepsat Sovětský svaz a jeho satelity (Československo a Polsko).

## Historické souvislosti
V průběhu druhé světové války proběhlo několik konferencí na nejvyšší úrovni. Cíle spojenců ve válce s Japonskem byly definovány nejprve v r. 1943 v Káhirské deklaraci a potom v Postupimské deklaraci. Sovětský svaz se těchto jednání nezúčastnil, protože měl s Japonskem uzavřenu smlouvu o neutralitě, která byla platná až do dubna 1946. Přesto se na konferenci v Jaltě v únoru 1945 zavázal, že do tří měsíců po porážce Německa vstoupí do války proti Japonsku. Za to dostal příslib anektovat jižní Sachalin a Kurilské ostrovy. V průběhu postupimské konference bylo Japonsko vyzváno Postupimskou deklarací, aby kapitulovalo, jinak bude rychle a úplně zničeno.
Atomové bombardování (6. a 9. srpna 1945) a napadení Sovětským svazem 8. srpna donutilo Japonsko Postupimskou deklaraci přijmout, což se stalo 15. srpna 1945 rozhlasovým projevem japonského císaře a oficiální kapitulace byla podepsána 2. září 1945. Spojenecké jednotky se začaly vyloďovat na japonském území již 28. srpna. Z japonských území obsadili Američané hlavní ostrovy a souostroví na jihu (Rjúkjú), zatímco Sověti obsadili Kurilské ostrovy. Sovětský požadavek na přidělení okupačního pásma na ostrově Hokkaidó zůstal nevyslyšen.
Oproti původním záměrům se postavení Japonska změnilo nástupem studené války. Dobytí kontinentální Číny Maovými komunisty (1949) a především korejská válka (1950–1953) podtrhly strategický význam japonských ostrovů. Této situace využila japonská diplomacie k upevnění mezinárodního postavení Japonska uzavřením mírové smlouvy, aby na něj přestalo být nahlíženo jako na poraženou mocnost.

## Konference

### Účastníci
Na konferenci bylo pozváno následujících 55 států:
Argentina, Austrálie, Barma, Belgie, Bolívie, Brazílie, Cejlon, Československo, Dominikánská republika, Ekvádor, Egypt, Etiopie, Filipíny, Francie, Guatemala, Haiti, Honduras, Chile, Indie, Indonésie, Irák, Írán, Japonsko, Jihoafrická unie, Jugoslávie, Kambodža, Kanada, Kostarika, Kolumbie, Kuba, Laos, Libanon, Libérie, Lucembursko, Mexiko, Nikaragua, Nizozemsko, Norsko, Nový Zéland, Pákistán, Panama, Paraguay, Peru, Polsko, Řecko, Salvador, Saúdská Arábie, Sovětský svaz, Spojené království, Spojené státy, Sýrie, Turecko, Uruguay, Venezuela a Vietnam.
Barma, Indie a Jugoslávie pozvání odmítly. Nebyli pozváni zástupci Číny, protože vládly rozepře ohledně legitimity čínské vlády, když občanská válka nebyla považována za uzavřenou. Z důvodů trvající korejské války nebyli pozváni ani zástupci korejských států. Dokonce nebyla pozvána ani Itálie, a to přesto, že vypověděla válku Japonsku v červenci 1945, a ani Portugalsko, i když Japonsko porušilo jeho neutralitu obsazením Východního Timoru.

### Agenda
Konference byla zahájena 1. září 1951. Texty byly připraveny Spojenými státy spolu s Velkou Británií. Sovětská delegace vedená Andrejem Gromykem, tehdy prvním náměstkem ministra zahraničí, se pokusila konferenci rozbít. Když se jí to nepodařilo, tak vydala sáhodlouhé stanovisko, v němž bylo obsaženo množství námitek: chybějí záruky proti vzestupu japonského militarismu, komunistická Čína nebyla přizvána na konferenci, Sovětský svaz se nepodílel na přípravě dokumentů, na japonském území zůstanou zachovány americké vojenské základny, což zatahuje Japonsko do protisovětské vojenské koalice, jde o separátní mírovou smlouvu, smlouva upírá právo Čínské lidové republiky na Tchaj-wan a některé další ostrovy, část japonských ostrovů byla předána Spojeným státům bez jakékoli legitimity, smlouva v rozporu s Jaltskými dohodami neuznává sovětskou suverenitu nad jižním Sachalinem a Kurilami apod.
Na druhé straně cejlonská delegace vyjádřila přání, aby smlouva byla k Japonsku velkorysá, což bylo blízké stanovisku Indie, která se z podobných obav konference nezúčastnila a chtěla uzavřít samostatnou smlouvu na principu rovného s rovným.
Mírová smlouva byla podepsána 8. září zástupci 48 spojeneckých států a Japonska. Sovětský svaz, Československo a Polsko smlouvu nepodepsaly.
Smlouva nabyla účinnosti 28. dubna 1952.

## Úmluva
Smlouva má 27 článků v 7 kapitolách. Smluvní státy kromě Japonska jsou ve smlouvě nazýváni jako Spojenci.
- Kapitola 1 prohlašuje mír mezi stranami a vyhlašuje plnou nezávislost Japonska.
- Kapitola 2 vymezuje území Japonska:
  - Japonsko uznává nezávislost Koreje a vzdává se všech územních nároků vůči ní
  - Japonsko se vzdává všech nároků na Tchaj-wan a Peskadorské ostrovy
  - Japonsko se vzdává všech nároků na Kurilské ostrovy a na území získaná Portsmouthskou mírovou smlouvou (jižní Sachalin)
  - Japonsko se vzdává všech nároků na území, které mu byly svěřeny do správy Společností národů, a uznává rozhodnutí OSN o těchto ostrovech
  - Japonsko se vzdává všech nároků na jakoukoli část Antarktidy
  - Japonsko se vzdává všech nároků na Spratlyovy a Paracelské ostrovy
  - japonský majetek a majetek jeho občanů na výše uvedených územích bude předmětem dohod mezi Japonskem a jejich současnými správci; přitom majetek, který byl Spojencům na těchto územích dříve zabaven jim bude navrácen, pakliže se tak již nestalo
  - Japonsko bude souhlasit s návrhem na převedení všech svých bývalých území jižně od 29. severní rovnoběžky pod správu Spojených států, až bude předložen Organizaci spojených národů
- Kapitola 3 se vztahuje k bezpečnosti:
  - Japonsko se zavazuje v mezinárodních vztazích postupovat v souladu s Chartou Spojených národů
  - Japonsku je přiznáno právo uzavírat bilaterální či kolektivní obranné smlouvy
  - okupační vojska se stáhnou do 90 dnů od účinnosti smlouvy
- Kapitola 4 řeší politiku a hospodářství:
  - do jednoho roku oznámí Spojenci Japonsku, které ze stávajících dvojstranných smluv si přejí zachovat; ostatní smlouvy pozbudou platnosti
  - Japonsko uznává veškeré smlouvy, které Spojenci uzavřeli, aby ukončili válečný stav
  - Japonsko se vzdává všech práv vyplývajících z mezinárodních smluv uzavřených v St.-Germain-en-Laye (1919), v Lausanne (1923) a v Montreux (1936)
  - Japonsko se vzdává německých reparací z první světové války
  - Japonsko uzavře se Spojenci dohody upravující a omezující rybolov a upravující leteckou civilní dopravu
  - Japonsko se vzdává všech svých zvláštních práv v Číně, vyplývajících z protokolu podepsaného v Pekingu (1901)
  - Japonsko akceptuje rozhodnutí Mezinárodního vojenského tribunálu pro Dálný východ
  - Japonsko poskytne na bázi reciprocity Spojencům po dobu pěti let nejvyšší výhody ohledně cel a mořské plavby a nezavede žádná diskriminační opatření
- Kapitola 5 se týká náhrad a odškodnění:
  - Japonsko poskytne Spojencům reparace, které s ohledem na jeho možnosti nepokryjí veškeré způsobené škody
  - k uspokojení svých nároků mají Spojenci právo zabavit majetek, který patří Japonsku nebo jeho občanům a který je v jejich jurisdikci; to se vztahuje i na osoby, které jednaly jménem Japonska nebo japonských občanů
  - veškerá japonská soudní rozhodnutí přijatá během války, o jejichž revizi Spojenci požádají do jednoho roku od účinnosti smlouvy, budou revidována
  - Japonsko a jeho občané se vzdávají veškerých nároků na náhradu škod způsobených jim válečnou činností Spojenců během války
  - Japonsko a jeho občané se pod podmínkou reciprocity vzdávají veškerých nároků vyplývajících ze smluv s Německem nebo německými občany, které vznikly mezi 1. zářím 1939 a 2. zářím 1945; Japonsko zajistí veškerý německý majetek a bude ho řádně spravovat, než bude o něm s konečnou platností rozhodnuto
  - Japonsko uznává veškerá rozhodnutí, která učinily okupační orgány, a nepodnikne žádné právní kroky ve věci skutků, které vyplynuly z těchto rozhodnutí a které se dotýkají občanů Spojenců
  - náhrady Číně a Koreji vyplývající z vybraných článků smlouvy proběhnou nehledě na účinnost této smlouvy
  - Japonsko odškodní prostřednictvím Červeného kříže válečné zajatce Spojenců, kteří byli vystaveni přílišnému utrpení
- Kapitola 6 řeší případné spory ohledně výkladu smlouvy a bodů, které nejsou určeny explicitně, a přenáší je do kompetence Mezinárodního soudního dvora.
- Kapitola 7 obsahuje přechodná a závěrečná ustanovení:
  - smlouva nabude účinnosti, jakmile ji ratifikují Japonsko a Spojené státy, jako hlavní okupační mocnost, a většina z dále uvedených států: Austrálie, Cejlon, Filipíny, Francie, Indonésie, Kanada, Nizozemsko, Pákistán a Spojené království
  - nenabude-li smlouva účinnosti, může ji kterýkoli ze Spojenců ratifikovat jako dvoustrannou, avšak nejpozději do tří let od podpisu této smlouvy
  - Japonsko je připraveno podepsat na bilaterálním základě totožnou smlouvu s jakýmkoli státem, se kterým bylo ve válečném stavu a který je zakládajícím členem OSN, avšak nejpozději do tří let od účinnosti této smlouvy

## Důsledky

### Bezprostředně
- Čínská lidová republika vyjádřila svoje stanovisko již 15. srpna 1951, tedy před zahájením konference, na kterou nebyla pozvána. V něm prohlašuje, že smlouva je nezákonná a nemá být uznána. Kromě těchto obecných výhrad namítala, že Paracelské, Spratlyovy a Prataské ostrovy v Jihočínském moři jsou součástí Číny,[9] navíc smlouva Prataské ostrovy vůbec nezmiňuje, případně je převádí pod OSN. Toto stanovisko bylo zopakováno po podpisu smlouvy 15. září 1951.

### Separátní smlouvy
- Čínská republika (Tchaj-wan) uzavřela dvoustrannou mírovou smlouvu s Japonskem 28. dubna 1952, těsně před tím, než Sanfranciská smlouva nabyla účinnosti. Text smlouvy byl převzat z této smlouvy a bylo přidáno, že všichni obyvatelé Tchaj-wanu a Pescadorských ostrovů jsou považováni za občany Čínské republiky.

Formulace Sanfranciské smlouvy ohledně japonského vzdání se suverenity nad Tchaj-wanem a přilehlými ostrovy je příznivci tchajwanské nezávislosti vysvětlována jako důkaz, že Tchaj-wan není součástí Číny. V roce 1955 John Foster Dulles, spoluautor textu, potvrdil, že smlouvou se Japonsko pouze zřeklo své suverenity, aniž by ji na někoho převedlo, a že proto nelze připustit, že by otázka suverenity Tchaj-wanu byla výhradně čínskou vnitřní záležitostí. Tento právní názor odmítly obě čínské vlády s odkazem na Postupimskou a Káhirskou deklaraci, které jsou akceptovány v dokumentech japonské kapitulace.
- Indie, která se konference v San Francisku nezúčastnila, vyčkala, až Sanfranciská smlouva nabude účinnosti a Japonsko získá úplnou suverenitu, a podepsala vlastní mírovou smlouvu s Japonskem 9. června 1952.[7][11]
- Filipíny ratifikovaly smlouvu až 16. června 1956 poté, co podepsaly s Japonskem dohodu o reparacích.[12] Poslední splátka proběhla 22. července 1976.
- Indonésie smlouvu neratifikovala, místo toho podepsala 20. ledna 1958 s Japonskem dvoustrannou smlouvu o reparacích a míru.[13]
- Jižní Korea vedla v letech 1951 až 1965 s Japonskem sérii dvoustranných jednání a 22. června 1965 spolu uzavřely smlouvu o základních vztazích. Přes pokrok v následných diplomatických jednáních a výrazné zlepšení vzájemných vztahů zůstává (2012) mezi oběma stranami nevyřešen územní spor o ostrovy Tokdo.
- Čínská lidová republika navázala s Japonskem diplomatické styky poté, co vydaly 29. září 1972 společné prohlášení vlád Japonska a Čínské lidové republiky, ve kterém byla Čínská lidová republika uznána jako jediný představitel Číny. Diplomatická jednání mezi oběma zeměmi pokračovala a přes spor ohledně souostroví Senkaku byla 12. srpna 1978 podepsána smlouva o míru a přátelství.[14]
- Severní Korea neuzavřela doposud (2012) s Japonskem žádnou smlouvu a přes jednání v 90. letech 20. století s ním nenavázala diplomatické styky.
- Sovětský svaz odmítl smlouvu už na konferenci, kde vydal své připomínky. Kromě obecných výhrad to byla námitka proti nejasné formulaci přechodu suverenity bývalých japonských území, především jižního Sachalinu a Kurilských ostrovů. Teprve 16. října 1956 byla po složitém vyjednávání podepsána sovětsko-japonská deklarace, kterou obě strany ukončily válečný stav a navázaly diplomatické styky. Sovětský svaz přislíbil navrátit Japonsku Habomajské ostrovy spolu s ostrovem Šikotan po uzavření vzájemné mírové smlouvy. Taková smlouva nebyla podepsána.[15]

Rusko jako nástupnický stát Sovětského svazu tento spor neuzavřelo, a přestože v r. 1993, při návštěvě Borise Jelcina v Japonsku, platnost této deklarace potvrdilo, není mezi oběma státy (2012) podepsána žádná mírová smlouva.

Japonská delegace v čele s premiérem Jošidou podepisuje smlouvu

- Japonská zámořská území jižně od 29. rovnoběžky severní šířky umožnila smlouva podle čl. 3 převést se do správy USA pod podmínkou souhlasu OSN. Jednalo se o Boninské ostrovy, Rjúkjú včetně Okinawy a souostroví Amami, Mijako a Jaejama. Pokusy o souhlas OSN narazily na odpor Sovětského svazu, a tak byly ostrovy postupně navráceny Japonsku - Amami (25. prosince 1953), Boninské ostrovy (5. dubna 1968)[16] a Rjúkjú, včetně souostroví Senkaku a Daitó, (17. června 1971).[17] Jak Čínská lidová republika, tak Čínská republika (Tchaj-wan) namítají, že příslušná smlouva neurčila s konečnou platností suverenitu souostroví Senkaku.

### Náhrady a reparace
V souladu s čl. 14 smlouvy zkonfiskovaly spojenecké síly všechen majetek japonské vlády, společností, organizací a japonských občanů ve všech obsazených zemích. Na Čínu se vztahoval čl. 21 a znovu tak nabyla veškerý japonský majetek v Mandžusku a Vnitřním Mongolsku, především doly a železnice. Podobně se tento článek týkal Korey. Odhad japonského jmění v zámoří v r. 1945 uvádí následující tabulka:
| Stát, oblast        | Hodnota ¥ (v jenech) | Hodnota $ (v dolarech) |
| ------------------- | -------------------- | ---------------------- |
| Korea               | 7 025 600 000        | 468 370 000            |
| Tchaj-wan           | 42 542 000 000       | 2 846 100 000          |
| severovýchodní Čína | 146 532 000 000      | 9 768 800 000          |
| severní Čína        | 55 437 000 000       | 3 695 800 000          |
| jižní Čína          | 36 718 000 000       | 2 447 900 000          |
| Ostatní             | 28 014 000 000       | 1 867 600 000          |
| Celkem              | 379 499 000 000      | 25 300 000 000         |

Podle téhož článku vstoupilo Japonsko do jednání se signatáři smlouvy Filipínami a Vietnamem a uzavřelo s nimi dohody o reparacích. Podobně postupovalo i v případě Barmy a Indonésie. Výši těchto reparací uvádí následující tabulka:
| Stát      | Částka ¥ (v jenech) | Částka $ (v dolarech) | Datum dohody     |
| --------- | ------------------- | --------------------- | ---------------- |
| Barma     | 72 000 000 000      | 200 000 000           | 5. listopad 1955 |
| Filipíny  | 198 000 000 000     | 550 000 000           | 9. květen 1956   |
| Indonésie | 80 388 000 000      | 223 080 000           | 20. leden 1958   |
| Vietnam   | 14 400 000 000      | 38 000 000            | 13. květen 1959  |
| Celkem    | 364 348 800 000     | 1 012 080 000         |                  |

Reparace nezahrnuly náhradu za japonskou válečnou měnu, zavedenou Japonci v průběhu války v Hongkongu, Nové Guneji, Barmě, Filipínách a jinde, která nebyla po válce v těchto zemích uznána, což tam způsobilo značné těžkosti. Pozdější nároky vznesené některými organizacemi (Hong Kong Reparation Association) z tohoto titulu byly zamítnuty.
V souladu s čl. 16 smlouvy Japonsko zaplatilo Červenému kříži 4 500 000 £ na odškodnění válečných zajatců. Tento článek zamezil bývalým spojeneckým zajatcům nárokovat další odškodnění, jak rozhodl tokijský soud v r. 1998 s odvoláním na Sanfranciskou smlouvu.